# Desiré Wilson
Desiré Randall Wilson (n. 26 noiembrie 1953) este un fost pilot de curse din Africa de Sud și este una din cele 5 femei care au participat în Formula 1. Născută la Brakpan, ea a intrat în Campionatul Mondial de Formula 1 în 1980 cu un  Williams FW07, dar nu s-a claificat pentru cursă. Pe durata carierei ea a concurat în mai multe campionate non-mondiale de Formula 1.